# Ombrea aenochromoides
Ombrea aenochromoides là một loài bướm đêm trong họ Noctuidae.